# ساکازاکی نائوموری
ساکازاکی نائوموری (به ژاپنی: 坂崎直盛 Sakazaki Naomori); ۱ ژانویهٔ ۱۵۶۳ – ۲۱ اکتبر ۱۶۱۶) سامورایی، دایمیو در دوره ادو اهل ژاپن بود. او ارباب قلمرو تسووانو و در خدمت اوکیتا نائوایه و پسرش اوکیتا هیده‌ایه بود.
او در حمله به اوئه‌سوگی در آیزو و بعداً در نبرد سکیگاهارا شرکت کرد. او ارتش غربی اوکیتا را ترک کرد و به ارتش شرقی توکوگاوا ایه‌یاسو پیوست.

## حادثه سن هیمه
زمانی که قلعه اوساکا در طی محاصره تابستانی اوساکا در سال ۱۶۱۵ ویران شد، او سن هیمه، نوه توکوگاوا ایه‌یاسو و همسر اصلی تویوتومی هیده‌یوری را از قلعه اوساکا نجات داد.
در نتیجه تلاش او برای نجات ۱۰۰۰۰ ککو پاداش اضافی به او داده شد که مجموع او را به دارایی ۴۰۰۰۰ ککو رساند، اما پس از آن بر سر رفتار با سن هیمه اختلافاتی به وجود آمد.
نائوموری و شوگون‌سالاری با هم درگیر شدند و در نهایت باعث بروز حادثه ای می‌شوند که او در آن سعی می‌کنند سن هیمه را بدزد. به این اتفاق «حادثه سن هیمه» می‌گویند.
نظریه ای وجود دارد که نشان می‌دهد نائوموری در واقع سن هیمه را نجات نداد، بلکه سن هیمه توسط هوریئوچی اوجیهیسا ، یک فرمانده نظامی در سمت تویوتومی اسکورت شد و به اردوگاه ساکازاکی نائوموری تحویل داده شد، پس از آن، ساکازاکی نائوموری او را به پدرش توکوگاوا هیده‌تادا تحویل داد.
علاوه بر این، علت حادثه نجات سن هیمه نبود، بلکه نائوموری، که ایه‌یاسو از او خواسته بود از سن هیمه بیوه مراقبت کند، میان او و اشراف دربار میانجیگری کرد و مذاکره تا مرحله ازدواج پیش رفت، همچنین نظریه ای وجود دارد که او به این دلیل رسوایی پیش آمد که ناگهان تصمیم گرفته شد که سن هیمه با هوندا تاداتوکی، ازدواج کند.
به هر دلیلی، گفته می‌شود که نائوموری قصد داشت شاهزاده سن هیمه را پس از محاصره تابستانی در اوساکا بدزدد، اما این نقشه توسط شوگون سالاری کشف شد. ر اواخر شب در ۱۰ اکتبر ۱۶۱۶، عوامل شوگون سالاری عمارت ساکازاکی را محاصره کردند و به نائوموری اجازه دادند تا در صورت مرتکب سپپوکو، پسر نوزده ساله او ریاست خاندان را به ارث ببرد.